# Atelopus oxyrhynchus
Atelopus oxyrhynchus är en groddjursart som beskrevs av George Albert Boulenger 1903. Atelopus oxyrhynchus ingår i släktet Atelopus och familjen paddor. IUCN kategoriserar arten globalt som akut hotad. Inga underarter finns listade.